# Porroecia parthenoda
Porroecia parthenoda är en kräftdjursart som först beskrevs av G. W. Müller 1906.  Porroecia parthenoda ingår i släktet Porroecia och familjen Halocyprididae. Inga underarter finns listade i Catalogue of Life.